# Witkraagduifmot
De witkraagduifmot (Paraswammerdamia albicapitella) is een vlinder uit de familie stippelmotten (Yponomeutidae). De wetenschappelijke naam is voor het eerst geldig gepubliceerd in 1805 door Scharfenberg.
De soort komt voor in Europa.